# Hutto
Hutto és una població dels Estats Units a l'estat de Texas. Segons el cens del 2000 tenia 17.120 habitants.

## Demografia
Segons el cens del 2000, Hutto tenia 1.250 habitants, 398 habitatges, i 318 famílies. La densitat de població era de 502,7 habitants per km².
Dels 398 habitatges en un 52,3% hi vivien nens de menys de 18 anys, en un 61,8% hi vivien parelles casades, en un 11,6% dones solteres, i en un 20,1% no eren unitats familiars. En el 15,6% dels habitatges hi vivien persones soles el 5,5% de les quals corresponia a persones de 65 anys o més que vivien soles. El nombre mitjà de persones vivint en cada habitatge era de 3,14 i el nombre mitjà de persones que vivien en cada família era de 3,48.
Per edats la població es repartia de la següent manera: un 35% tenia menys de 18 anys, un 7,4% entre 18 i 24, un 37% entre 25 i 44, un 13,6% de 45 a 60 i un 7% 65 anys o més.
L'edat mediana era de 29 anys. Per cada 100 dones de 18 o més anys hi havia 97,1 homes.
La renda mediana per habitatge era de 53.295 $ i la renda mediana per família de 55.769 $. Els homes tenien una renda mediana de 33.125 $ mentre que les dones 28.125 $. La renda per capita de la població era de 20.113 $. Aproximadament el 3,8% de les famílies i el 4,6% de la població estaven per davall del llindar de pobresa.

## Poblacions més properes
El següent diagrama mostra les poblacions més properes.